# Goeldisapa
Goeldisapan eller Goeldis tamarin (Callimico goeldii) är en art i familjen kloapor och enda djuret i släktet Callimico. Djuret har fått sitt namn efter den schweiziske forskaren Émil August Goeldi.

## Utbredning
Denna art lever i västra delen av slättlandet kring Amazonfloden (västligaste Brasilien, södra Colombia, Peru och norra Bolivia. En förmodan från 1977 om att den även skulle finnas i Ecuador har inte kunnat bekräftas.)

## Utseende
Goeldisapor är små primater med en kroppslängd mellan 19 och 23 cm. Därtill kommer en 25 till 32 cm lång svans. Vikten ligger mellan 350 och 550 gram. Pälsen är svart till mörkbrun, ansiktet är ibland ljusare. Vid svansroten förekommer ibland upp till tre ljusare ringar. De långa håren kring huvudet liknar en man. Manens hår kan riktas upp vid fara så att djuret ser större ut. Från andra kloapor skiljer sig goeldisapor genom tänderna. De har tre molarer medan andra arter i familjen bara har två.

## Ekologi
Dessa djur är aktiva på dagen och lever i regnskogen, ofta i den täta undervegetationen med bambu. De undviker regioner med människor. Goeldisapor har god förmåga att klättra och hoppa i skogen. Ibland gör de fyra meter långa hopp. De lever i grupper med upp till tio individer. Flockens består antingen av ett dominant par och deras ungar eller av några individer av samma kön. Ibland letar de efter föda tillsammans med individer från släktet tamariner. Två undersökningar mellan 2003 och 2008 av revirstorleken har visat en storlek mellan 59 och 114 hektar. Gruppstorleken i samma och andra undersökningar varierade mellan 7 och 12 individer. Revirgränserna markerar de med urin och körtelsekret. Kommunikationen bland gruppmedlemmarna sker genom olika skrik och kroppsmimik.

## Föda
Goeldisapan livnär sig på frukt, insekter, spindlar samt mindre ryggradsdjur som ödlor och grodor. Under torrperioden äter vissa individer företrädesvis svampar (upp till 63 procent av hela födointaget). Goeldisapan är därmed den enda kända primaten i tropiska områden (förutom människan) som har en avsevärd andel svampar i födan.

## Fortplantning
Dessa djur lever inte monogamt. Parningen sker vanligen mellan september och november under regntiden. Efter dräktigheten, som varar omkring fem månader (145 till 152 dagar), föder honan oftast en enda unge. De första två veckorna är bara honan ansvarig för ungen. Senare hjälper hannen och andra individer i gruppen till. Ungefär efter sju veckor letar ungen själv efter föda. Efter tre månader sluter honan att ge di. Goeldisapor är könsmogna efter 18 till 24 månader.
Den äldsta kända individen blev nästan 18 år gammal.

## Hot
Förstörelsen av artens levnadsområde är en fara för dess bestånd. Ibland fångas individer för den svarta marknaden. IUCN antar att hela beståndet kommer att minska under de kommande tre generationerna (de 18 åren mellan 2018 och 2036) med 30 procent och listar arten som sårbar (VU).

## Bildgalleri
- Goeldisapa på Universeum i Göteborg.

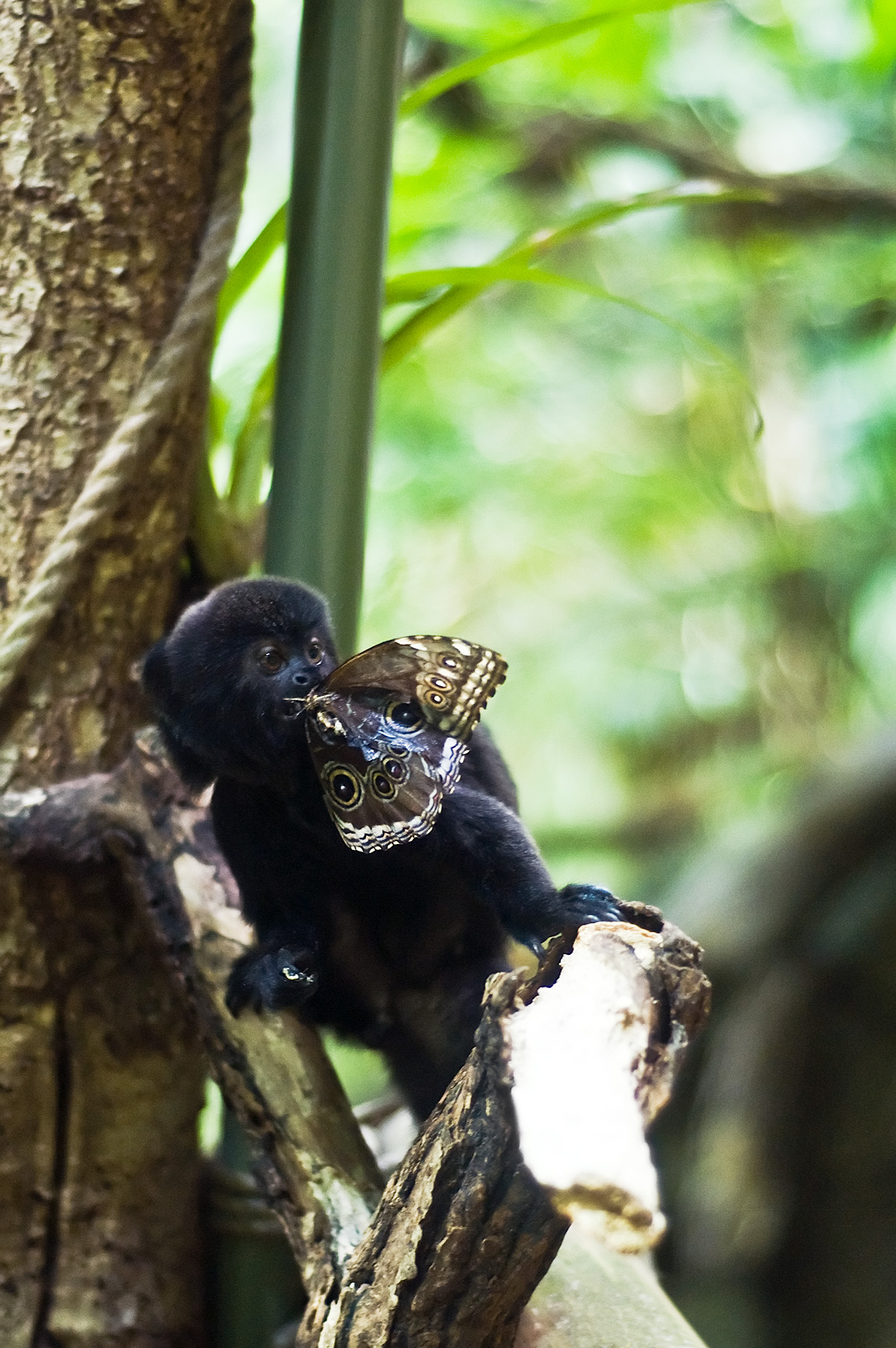
En Goeldisapa som äter en fjäril.